# Bourogne
Bourogne (deutsch früher Boringen oder Böll) ist eine französische Gemeinde mit 1737 Einwohnern (Stand: 1. Januar 2022) im Territoire de Belfort in der Region Bourgogne-Franche-Comté. Die Bewohner werden Bourignais und Bourignaises genannt.

## Geographie
Bourogne liegt auf 330 m, etwa zehn Kilometer südöstlich der Stadt Belfort (Luftlinie). Das Dorf erstreckt sich im Flachland der Burgundischen Pforte, am nördlichen Rand der weiten Talebene der Bourbeuse, kurz vor dem Zusammenfluss mit der Allaine, am Ostrand der Hochfläche des Bois du Fahy.
Die Fläche des 13,71 km² großen Gemeindegebiets umfasst einen Abschnitt der nur schwach reliefierten Landschaft im Bereich der Burgundischen Pforte (Trouée de Belfort). Der südliche Teil des Gebietes wird von der weiten Talebene der Bourbeuse und der Allaine eingenommen, die durchschnittlich auf 330 m liegt. Südwestlich des Dorfes vereinigen sich beide Flussläufe zum Allan. In der mehr als ein Kilometer breiten Talebene befindet sich auch die Wasserstraße des Rhein-Rhône-Kanals, die bei Bourogne die Höhendifferenz mit einer Schleuse überwindet.
Von der Talebene erstreckt sich das Gemeindeareal nach Nordwesten in die leicht gewellte Landschaft. Das Plateau wird durch mehrere kurze Seitenbäche der Bourbeuse untergliedert. In diesen Mulden- und Tallagen gibt es verschiedene Weiher, die für die Fischzucht angelegt wurden. Auf der Höhe des Bois du Fahy, welche die Talebenen von Allan und Savoureuse trennt, wird mit 427 m die höchste Erhebung von Bourogne erreicht. Ein großer Anteil des Gemeindebodens nordwestlich des Dorfes gehört zum Waffenplatz von Fougerais.
Nachbargemeinden von Bourogne sind Meroux-Moval im Norden, Charmois und Froidefontaine im Osten, Morvillars, Méziré und Allenjoie im Süden sowie Dambenois und Trévenans im Westen.

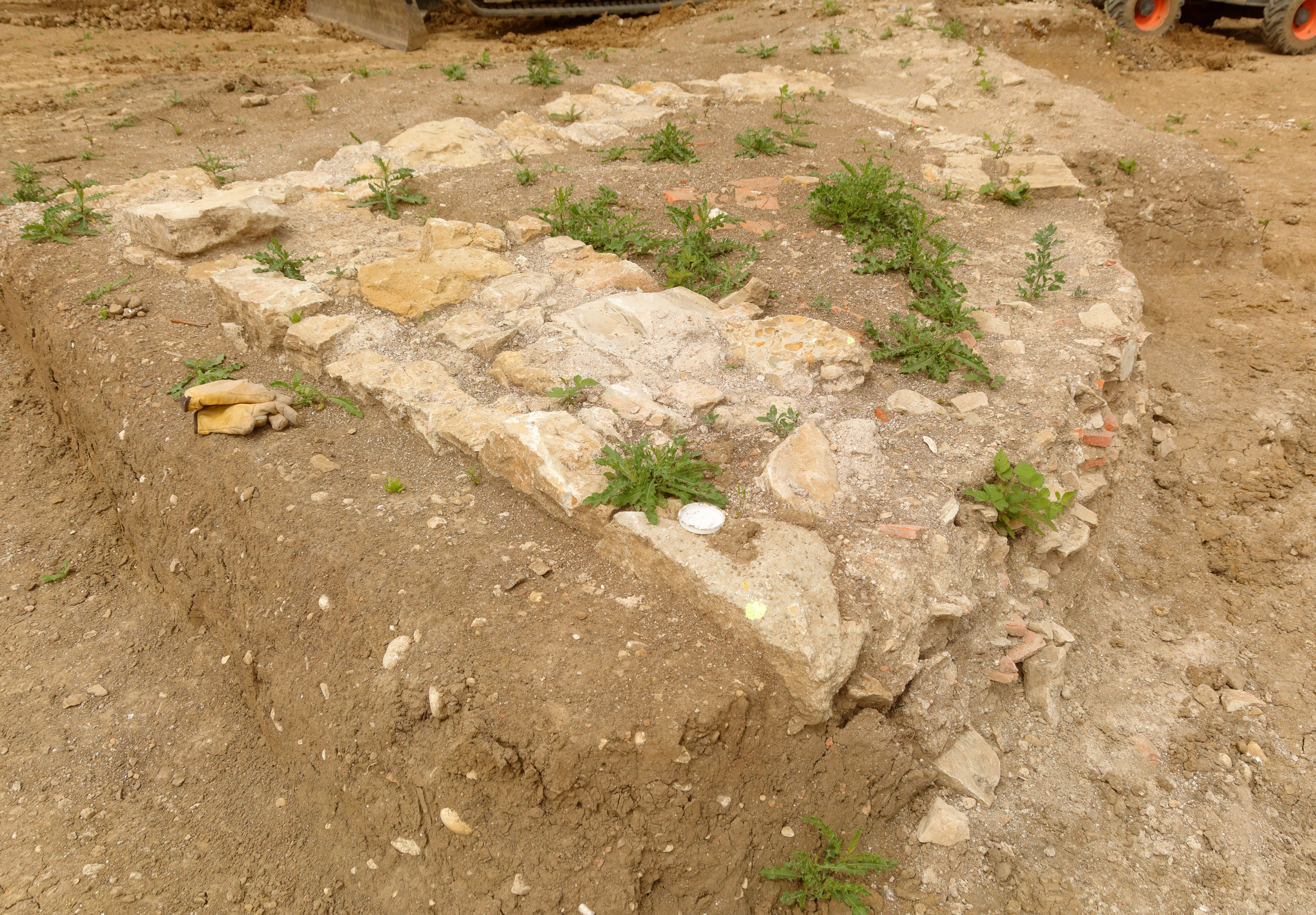
Archäologische Ausgrabungen in Bourogne

## Geschichte
Das Gemeindegebiet von Bourogne war schon in prähistorischer Zeit besiedelt. Verschiedene Funde weisen darauf hin, dass sich hier eine römische Villa befand. Aus dem 7. und 8. Jahrhundert stammt ein merowingisches Gräberfeld. Bei Ausgrabungen wurden zahlreiche Fundstücke wie Keramik, Schmuckstücke, Waffen und Münzen zutage gefördert.
Erstmals urkundlich erwähnt wird Bourogne im Jahr 1150 unter dem Namen Boronia. Im weiteren Verlauf folgten die Bezeichnungen Bornigen, Boraigne, Boulougne und Borogne. Das im Mittelalter zunächst der Familie Neuchâtel gehörende Bourogne war im 13. und 14. Jahrhundert zwischen verschiedenen Herrschaft aufgeteilt. Der nördliche Teil gehörte zur Grafschaft Montbéliard, der südliche den Grafen von Ferrette. Ab 1347 waren beide Teile in der Grafschaft Ferrette vereint. In der Folgezeit verwaltete die Familie von Brinighoffen als Vasallen der Grafen von Ferrette die Herrschaft Bourogne. Mitte des 14. Jahrhunderts gelangte das Dorf unter die Oberhoheit der Habsburger. Zusammen mit dem Sundgau kam Bourogne mit dem Westfälischen Frieden 1648 an die französische Krone. Seit 1793 gehörte das Dorf zum Département Haut-Rhin, verblieb jedoch 1871 als Teil des Territoire de Belfort im Gegensatz zum restlichen Elsass bei Frankreich.

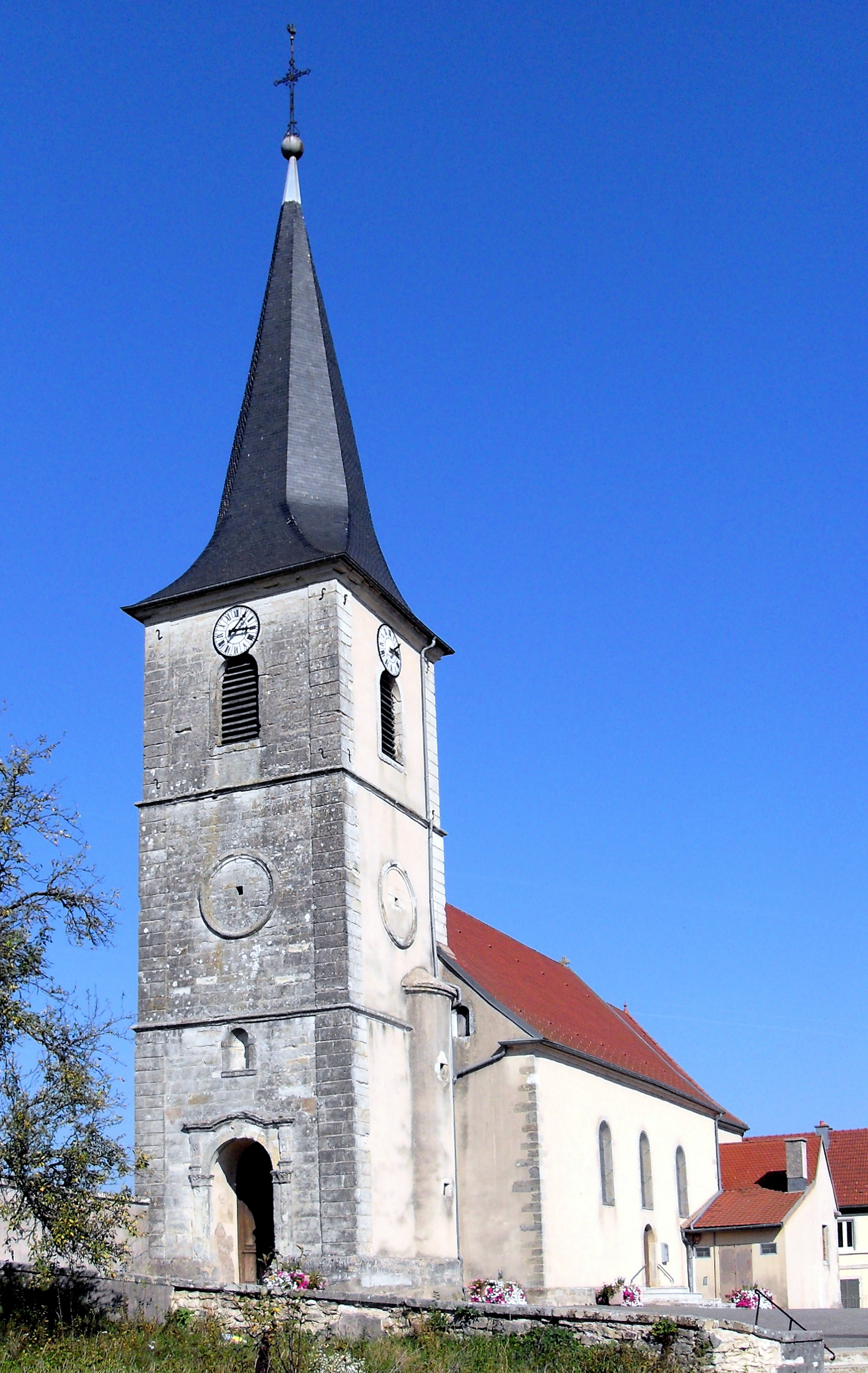
Kirche St. Martin

Nach der Eröffnung des Rhein-Rhone-Kanals im Jahr 1829 war Bourogne ein wichtiger Hafen für den Transport von Kohle aus der Umgebung von Ronchamp zum aufstrebenden Industriezentrum Mülhausen. An das französische Eisenbahnnetz wurde Bourogne 1876 angeschlossen, als die Linie von Belfort nach Delle eröffnet wurde. Daraufhin ging die Bedeutung als Hafen am Rhein-Rhone-Kanal rasch zurück. Die Ansiedlung von Industrie seit den 1970er Jahren führte zu einem wirtschaftlichen Aufschwung. Seit 2000 war Bourogne zunächst Teil des Gemeindeverbandes Communauté d’Agglomération Belfortaine, der 2017 in der Grand Belfort Communauté d’Agglomération aufging.

## Sehenswürdigkeiten
Die Kirche Saint-Martin, die ursprünglich auf einen mittelalterlichen Bau zurückgeht, wurde 1735 neu erbaut. Sie beherbergt Grabplatten der lokalen Adelsfamilie und eine Kanzel aus dem 18. Jahrhundert. Vom ehemaligen Schloss der Familie von Brinighoffen sind nur noch wenige Überreste erhalten. Im Dorf befinden sich zwei Waschhäuser im klassizistischen Stil aus dem 19. Jahrhundert. Das Espace Multimédia Gantner zeigt eine Sammlung moderner Kunst sowie der Lithographien von Bernard Gantner.
Siehe auch: Liste der Monuments historiques in Bourogne
|  |  |

## Bevölkerung
| Jahr      | 1962 | 1968 | 1975 | 1982 | 1990 | 1999 | 2006 | 2013 | 2020 |
| --------- | ---- | ---- | ---- | ---- | ---- | ---- | ---- | ---- | ---- |
| Einwohner | 838  | 845  | 906  | 1216 | 1353 | 1422 | 1887 | 1965 | 1848 |

Mit 1737 Einwohnern (1. Januar 2022) gehört Bourogne zu den mittelgroßen Gemeinden des Département Territoire de Belfort. Nachdem die Einwohnerzahl in der ersten Hälfte des 20. Jahrhunderts im Bereich zwischen 600 und 800 Personen gelegen hatte, wurde seit Beginn der 1970er Jahre ein deutliches Bevölkerungswachstum verzeichnet. Nachdem sich die Einwohnerzahl verdoppelt hatte, erfuhr sie in den 2010er Jahren eine leichte Stagnation.

## Wirtschaft und Infrastruktur
Bourogne war lange Zeit ein vorwiegend durch die Landwirtschaft (Ackerbau, Obstbau und Viehzucht), die Fischzucht und die Forstwirtschaft geprägtes Dorf. Seit Beginn der 1970er Jahre entstand in der Talebene beidseits des Rhein-Rhone-Kanals eine Industrie- und Gewerbezone. Hier ließen sich vor allem Unternehmen der Oberflächenbehandlung, des Bau- und Transportgewerbes, der Metallverarbeitung und der elektromechanischen Industrie nieder. Viele Erwerbstätige sind auch Wegpendler, die in den Agglomerationen Belfort und Montbéliard ihrer Arbeit nachgehen.
Die Ortschaft ist verkehrstechnisch gut erschlossen. Sie liegt an der Route nationale 19, die von Belfort nach Delle führt. Mit der Eröffnung der Schnellstraße von der Autobahn A36 nach Delle wurde der Ortskern vom Durchgangsverkehr entlastet. Der nächste Anschluss an die A36 befindet sich in einer Entfernung von ungefähr sechs Kilometern. Eine weitere Straßenverbindung besteht mit Charmois. Durch eine Buslinie ist Bourogne mit Belfort verbunden. Bourogne besitzt einen Bahnhof an der auf den Fahrplanwechsel vom 9. Dezember 2018 reaktivierten Bahnstrecke Belfort–Delle.